# Brandon Walters
Brandon Walters (* 1996 in Westaustralien) ist ein ehemaliger australischer Kinderdarsteller. Weltweite Bekanntheit erlangte er 2008 durch die Rolle des Nullah in dem Film Australia von Baz Luhrmann.

## Leben
Der Aborigine Brandon Walters wurde nahe Broome in Westaustralien als Sohn von Janie und Paul Walters geboren. Als er sechs Jahre alt war, wurde bei ihm Leukämie diagnostiziert. Nachdem er ein Jahr in einem Krankenhaus in Perth verbracht hatte, wurde er 2003 geheilt entlassen.
Auf der Suche nach einem Darsteller für den Aboriginejungen „Nullah“ in dem australischen Filmepos Australia wurde einer von Regisseur Baz Luhrmanns Talentsuchern 2007 fündig, als der Brandon Walters mit seinem Vater in einem Swimmingpool sah. Luhrmann, der Walters mittlerweile auch schon für eine Werbekampagne des australischen Reiseveranstalters Tourism Australia gecastet hatte, sagte „Our next leading man is about four-foot high, [with] long, sort of gold hair, and is an Aboriginal boy.“ Obwohl Walters erst ein paar Filme gesehen und kaum Erfahrungen vor der Kamera hatte, attestierte ihm Luhrmann eine 'fesselnde, authentische Leinwandpräsenz' („Brandon is a very capable young man with natural cinematic chemistry“).
Hauptdarstellerin Nicole Kidman und Baz Luhrmann gründeten ein Treuhandkonto, um die Zukunft von Walters zu sichern. Kidman dazu: „I feel very protective of him ... [and] if the film does really well he's going to need a lot of protection“.
Für seine Darstellung des Nullah wurde Brandon Walters mit einem Satellite Award für Neue Talente ausgezeichnet. Außerdem erhielt er Nominierungen als Bester Jungdarsteller bei den Broadcast Film Critics Association Awards und als Vielversprechender Darsteller bei den Chicago Film Critics Association Awards.
Der Künstler Vincent Fantauzzo gewann für sein Porträt von Brandon Walters 2009 den Archibald Prize in der Kategorie People's Choice Award. Danach wurde es still um Walters.
Brandon Walters lebt heute mit seiner Partnerin Kanishah und zwei Söhnen in Broome/West Australien und hat seit 2020 nach Auftritten in den Serien Mystery Road und Operation Buffalo keine weiteren Filme mehr gedreht.